# 瓦迪早熟禾
瓦迪早熟禾（学名：Poa wardiana）为禾本科早熟禾属下的一个种。